# Valerio Varesi
Valerio Varesi (Torino, 8 agosto 1959) è un giornalista e scrittore italiano, autore di gialli e polizieschi.

## Biografia
Nato a Torino da genitori parmensi e successivamente cresciuto nella città emiliana, dopo la laurea in Filosofia all'Università di Bologna, si occupa di giornalismo come corrispondente di vari quotidiani; ha lavorato nella redazione bolognese del quotidiano La Repubblica fino al 2021.
Nel 1998 pubblica il suo primo romanzo, Ultime notizie di una fuga, in cui compare la figura del commissario Soneri, futuro protagonista di altri polizieschi scritti da Varesi, ai quali verrà ispirata la serie di sceneggiati televisivi Nebbie e delitti, in cui il personaggio del commissario buongustaio è stato interpretato dall'attore Luca Barbareschi, anche se l'ambientazione viene spostata a Ferrara.

### Polemica su Parma
Nel giugno 2021, con un articolo su La Repubblica, sferra un veemente attacco alla città di Parma e al modo in cui ha interpretato il ruolo di Capitale italiana della cultura 2020-21.  Varesi definisce Parma “città che molto s’imbroda di essere culturalmente all’avanguardia e invece continua a crogiolarsi nel suo passato celebrato dalle solite lobbies autoreferenziali senza progettare il proprio futuro e senza aprirsi al nuovo”, rimarcando poi che sia l’unica città emiliana a non avere un festival culturale degno di rilievo. Si chiede poi  come mai tutti i grandi scrittori parmigiani, da Bertolucci, Luigi Malerba, Bevilacqua e Zavattini ai contemporanei, se ne siano sempre andati. Definendo poi matrigna e senza interesse per la letteratura la città, ammonisce le istituzioni a “non andare in giro a vantarsi di essere una città attenta alla cultura. Io, per quel che mi riguarda, mi metto in esilio volontario".

## Opere

### Serie del Commissario Soneri
1. Ultime notizie di una fuga, Mobydick 1998, ISBN 8881780631
2. Bersaglio, l'oblio, Diabasis 2000, ISBN 888103185X
3. Il cineclub del mistero, Passigli Editori 2002, ISBN 8836807240
4. Il fiume delle nebbie, Frassinelli 2003, ISBN 8876847405
5. L'affittacamere, Frassinelli 2004, ISBN 8876847812
6. Le ombre di Montelupo, Frassinelli 2005, ISBN 8876848304
7. A mani vuote, Frassinelli 2006, ISBN 8876849106
8. Oro, incenso e polvere, Frassinelli 2007, ISBN 8876849955
9. La casa del comandante , Frassinelli 2008, ISBN 8888320164; Sperling & Kupfer (2007, 2011 - ISBN 8860617529)
10. Il Commissario Soneri e la mano di Dio, Frassinelli 2009, ISBN 9788888320472
11. È solo l'inizio, commissario Soneri, Frassinelli 2010, ISBN 9788820049522
12. Il commissario Soneri e la strategia della lucertola, Frassinelli 2014, ISBN 9788820056537
13. Il Commissario Soneri e la legge del Corano, Frassinelli 2017, ISBN 9788893420174
14. La paura nell'anima, Frassinelli 2018, ISBN 9788893420464
15. Gli invisibili, Mondadori 2019, ISBN 9788804717638
16. Reo confesso, Mondadori 2021. ISBN 9788804737384
17. Vuoti di memoria, Mondadori, 2024, ISBN 978-88-04-76647-6

### Altri romanzi
- Il labirinto di ghiaccio, Monte Università Parma, 2003, ISBN 8888710337
- Le imperfezioni, Frassinelli, 2007, ISBN 8876849580
- Mussolini, in AA. VV., Il gusto del delitto (antologia di racconti gialli), Leonardo Publishing, 2008, ISBN 978-88-6284-008-8
- Il paese di Saimir, Edizioni Ambiente, 2009, ISBN 9788896238035
- Africa, Graphe.it edizioni, 2011, ISBN 9788897010104
- La sentenza, Frassinelli, 2011, ISBN 9788820051211
- Il rivoluzionario, Frassinelli, 2013, ISBN 9788820053123
- Lo stato di ebbrezza, Frassinelli, 2015, ISBN 9788888320830
- Trilogia di una Repubblica , Sperling & Kupfer, 2017,ISBN 9788820097776
- L'ora buca, Frassinelli, 2020, ISBN 9788893420662
- Estella, la vita straordinaria e dimenticata di Teresa Noce, Neri Pozza, 2024, ISBN 978-88-545-2941-0.

## Riconoscimenti
- 2002 - Vincitore Premio Fedeli con il romanzo Il cineclub del mistero
- 2008 - Vincitore Premio Fedeli con il romanzo Oro, incenso e polvere
- 2017 - Vincitore Premio Fedeli con il romanzo Il commissario Soneri e la legge del Corano
- 2018 - Vincitore Premio Mariano Romiti con il romanzo Il Commissario Soneri e la legge del Corano
- 2018 - Premio "Giallista dell'anno" al Concorso Letterario La Quercia del Myr